# Coleoxestia thomasi
Coleoxestia thomasi là một loài bọ cánh cứng trong họ Cerambycidae.